# Cyrille Jean Joseph Lavolvène, dit Chevalier de la Volvène
Cyrille Jean Joseph Lavolvène, dit Chevalier de la Volvène, alias Paraillousky, Paraillusky ou Parallowski, né vers 1765 à Agen, mort le 23 janvier 1800 à Meslay-du-Maine, est un militaire français des armées catholiques et royales qui prit part aux combats de la chouannerie en Mayenne.

## Biographie
Sorti officier d'artillerie de l'École militaire de Brienne, il émigra, servit dans l'armée des Princes, rentra en France en 1795, muni d'un brevet de chirurgien, mais fut arrêté au Havre et remis aux gendarmes pour être conduit de brigade en brigade à Toulouse.
Les chouans du comte de Rochecotte le délivrèrent au Mans. Il entra dans l'état-major de Charles de Tilly et fit preuve de courage dans les combats qui précédèrent la pacification de 1796. Avec Le Cointe de Guéfontaine dit Dehain, il exécuta le commissaire du Directoire Magnin au Mans le 11 novembre 1797; il tenta vainement de délivrer Rochecotte à Paris en juin 1798.
Adjudant-général du Bas-Maine sous le commandement de Claude-Augustin Tercier, il organisa le soulèvement de 1798; il se trouvait à cette époque dans le secteur de Saint-Jean-sur-Erve; il fut suivi d'abord par Gaullier, Menant, Guitter; il eut même la principale part du soulèvement pendant que son ami était en prison au Temple, voyageant toutes les nuits, couchant dans les haies. Au mois d'avril 1799, il signait la condamnation à mort de Lebat, dit Cartouche, convaincu de brigandages. 
En prairial an VII (mai-juin 1799), il avait « sous presse, chez un imprimeur au Mans, plusieurs milliers de proclamations pour insurger le pays et opérer la désertion des troupes ». 
Il fut vainqueur à Saint-Jean-sur-Erve le 3 juin 1799, à Châteauneuf les 23-24 juin, à Laigné le 30 juin ; il envahit Segré le 1er juillet. Le 15 août 1799, à la tête de 250 hommes, qualifiés de chasseurs, il s'approcha de Sainte-Suzanne sans vues hostiles, sans entrer dans la cité, tenue par les républicains; il rejoignit Tercier au rassemblement de Saint-Denis-d'Anjou le 25 août 1799, et fut avec lui vainqueur à Bouère le 26 août, à Saint-Loup-du-Dorat le 28 août.
Tercier et lui remirent à Bourmont une armée de 12 000 hommes, dont il fut adjudant général Il prit part en Mayenne à de nombreux combats, dont celui du 1er octobre 1799 à Louverné, fut blessé d'une balle à la cuisse à la prise de la caserne Saint-Laurent, au Mans, le 15 octobre 1799. Il resta caché au Mans jusqu'à sa guérison, et fut l'un des signataires des demandes en 40 articles formulées par les royalistes réunis à Pouancé le 18 décembre 1799. Nommé Chevalier de Saint-Louis, il apprit sa nomination par le comte d'Artois (futur roi Charles X) le 23 janvier 1800.
Il fut tué le 23 janvier 1800 à la bataille de Meslay, où surpris par les  troupes républicaines de Chabot, il les attaqua, sans être soutenu par les autres divisions.
Tercier fait de Paraillousky le plus grand éloge. Il était unanimement considéré comme l'un des meilleurs officiers de l'armée du Maine : « c'était un homme hardi, très actif, et qui convenait parfaitement à une pareille guerre ».

## Sources et bibliographie
- « Volvenne, (Chevalier de la)  », dans Alphonse-Victor Angot, Ferdinand Gaugain, Dictionnaire historique, topographique et biographique de la Mayenne, Goupil, 1900-1910
- « Cyrille Jean Joseph Lavolvène », Dictionnaire des Chouans de la Mayenne, d'Hubert La Marle, Éditions régionales de l'Ouest, Mayenne, 2005.
- Mémoires de Tercier, de Moreau.
- Pacification de l'ouest, de Chassin.